# Holbrookia subcaudalis
Holbrookia subcaudalis (південна безвуха ящірка) — вид ігуаноподібних ящірок родини фриносомових (Phrynosomatidae). Мешкає в США і Мексиці.

## Поширення і екологія
Південні безвухі ящірки мешкають на півдні Техасу та в штатах Тамауліпас і Нуево-Леон на півночі Мексики. Вони живуть на невисоких пагорбах, слабо порослих травою і поодинокими мескітами, та на сільськогосподарських угіддях. Ведуть денний спосіб життя, живляться комахами.